# 巴布麓部落
巴布麓是台灣卑南族的一個部落，位於台東縣台東市寶桑里，是日治時期於原「八社番」之外新興的部落。